# Dani van der Moot
Dani van der Moot (Zaandam, 7 maart 1997) is een Nederlands voetballer die doorgaans speelt als spits. In juli 2025 verruilde hij Rijnsburgse Boys voor VV Katwijk.

## Clubcarrière
Van der Moot speelde in de jeugd van Hellas Sport Combinatie. Nadat hij werd opgenomen in de jeugdopleiding van FC Volendam, verruilde hij die in 2008 voor die van AZ en die in 2012 weer voor die van PSV. Hier tekende hij op 3 mei 2013 zijn eerste professionele verbintenis. Van der Moot debuteerde op 19 december 2014 in het betaald voetbal. Hij speelde die dag met Jong PSV met 1–1 gelijk tegen Telstar, in de Eerste divisie. Hij mocht die wedstrijd na tweeënzestig minuten invallen voor Elvio van Overbeek.
PSV verhuurde Van der Moot in juni 2016 voor één seizoen aan FC Utrecht. Gedurende het seizoen 2016/17 kwam de spits niet uit in het eerste elftal, maar hij speelde wel 27 competitiewedstrijden voor Jong FC Utrecht. In de zomer van 2018 liet Van der Moot PSV achter zich. Een halfjaar later werd FC Volendam zijn nieuwe club. Bij Volendam speelde hij ook tot 2008 in de jeugd. Ondanks dat hij voor Jong FC Volendam twintig doelpunten maakte in vijftien wedstrijden in de Derde divisie, gingen club en speler na het seizoen 2018/19  uit elkaar.
Hij ging hierop in de Tweede divisie voor Rijnsburgse Boys spelen. Van der Moot speelde zes seizoenen bij Rijnsburgse Boys en kwam driemaal tot minimaal tien competitietreffers in één jaargang. In 2025 maakte hij de overstap naar competitiegenoot VV Katwijk.

## Clubstatistieken
| Seizoen | Club              | Competitie     | Competitie | Competitie | Beker | Beker | Internationaal | Internationaal | Totaal | Totaal |
| Seizoen | Club              | Competitie     | Wed.       | Dlp.       | Wed.  | Dlp.  | Wed.           | Dlp.           | Wed.   | Dlp.   |
| ------- | ----------------- | -------------- | ---------- | ---------- | ----- | ----- | -------------- | -------------- | ------ | ------ |
| 2014/15 | Jong PSV          | Eerste divisie | 2          | 0          | —     | —     | —              | —              | 2      | 0      |
| 2015/16 | Jong PSV          | Eerste divisie | 1          | 0          | —     | —     | —              | —              | 1      | 0      |
| 2016/17 | → Jong FC Utrecht | Eerste divisie | 27         | 3          | —     | —     | —              | —              | 27     | 3      |
| 2017/18 | Jong PSV          | Eerste divisie | 11         | 1          | —     | —     | —              | —              | 11     | 1      |
| 2018/19 | FC Volendam       | Eerste divisie | 8          | 1          | 0     | 0     | —              | —              | 8      | 1      |
| 2018/19 | Jong FC Volendam  | Derde divisie  | 15         | 20         | —     | —     | —              | —              | 15     | 20     |
| 2019/20 | Rijnsburgse Boys  | Tweede divisie | 22         | 15         | 2     | 0     | —              | —              | 24     | 15     |
| 2020/21 | Rijnsburgse Boys  | Tweede divisie | 5          | 5          | 1     | 1     | —              | —              | 6      | 6      |
| 2021/22 | Rijnsburgse Boys  | Tweede divisie | 29         | 12         | 1     | 1     | —              | —              | 30     | 13     |
| 2022/23 | Rijnsburgse Boys  | Tweede divisie | 34         | 15         | 1     | 1     | —              | —              | 35     | 16     |
| 2023/24 | Rijnsburgse Boys  | Tweede divisie | 32         | 6          | 1     | 0     | —              | —              | 33     | 6      |
| 2024/25 | Rijnsburgse Boys  | Tweede divisie | 30         | 7          | 4     | 1     | —              | —              | 34     | 8      |
| 2025/26 | VV Katwijk        | Tweede divisie | 0          | 0          | 0     | 0     | —              | —              | 0      | 0      |
| Totaal  | Totaal            | Totaal         | 216        | 85         | 10    | 4     | 0              | 0              | 226    | 89     |

Bijgewerkt op 21 mei 2025.